# Live Earth New York
Il Concerto Live Earth di New York ha avuto luogo il 7 luglio 2007 nel Giants Stadium di East Rutherford (New Jersey), vicino a New York.

## Ordine delle esibizioni
Si alternano i cantanti ai presentatori.
- Kenna
- Kevin Bacon (presentatore)
- KT Tunstall - "Black Horse and the Cherry Tree", "Other Side of the World" and "Suddenly I See"
- Dhani Jones (presentatore)
- Taking Back Sunday - "What's It Feel Like to Be a Ghost?", "Liar (It Takes One to Know One)", "My Blue Heaven", "MakeDamnSure"
- Leonardo DiCaprio (presentatore)
- Al Gore (presentatore)
- Keith Urban - "Gimme Shelter" (con Alicia Keys), "Days Go By", "Stupid Boy", "I Told You So"
- Petra Němcová (presentatore)
- Ludacris - "Number One Spot", "Stand Up", "Yeah!", "Pimpin' All Over the World", "Runaway Love", "Glamorous", "What's Your Fantasy", "Move Bitch", "Money Maker".
- Petra Nemcova (presentatore)
- AFI - "The Missing Frame", "Love Like Winter", "Ziggy Stardust", "Miss Murder"
- Fall Out Boy - "Sugar, We're Goin Down", "Thnks fr th Mmrs", "Dance, Dance", e "This Ain't a Scene, It's an Arms Race" con "I Write Sins Not Tragedies" intro
- Akon - "Shake Down", "We Takin Over" (assolo), "I Wanna Love You", "Smack That", "Don't Matter", Mama Africa
- John Mayer - "Belief", "Vultures", "Gravity" e "(Non) Waiting on the World to Change"
- Kevin Bacon (presentatore)
- Melissa Etheridge
- Alicia Keys - "New York"/"For the Love of Money"/"Living for the City", "Mercy Mercy Me", "That's The Thing About Love", "If I Ain't Got You"
- Dave Matthews Band
- Kelly Clarkson
- Kanye West
- Bon Jovi
- The Smashing Pumpkins
- Roger Waters (Tutti i brani sono pezzi dei Pink Floyd) - "In the Flesh?"/"Money"/"Us and Them"/"Brain Damage"/"Eclipse"/"The Happiest Days of Our Lives"/"Another Brick in the Wall"
- The Police

## Copertura mediatica

### Televisione
L'evento newyorkese è stato trasmesso dalla televisione americana NBC.

### Radio satellitari
Per assicurare la copertura di tutti gli immensi Stati Uniti, le maggiori emittenti di radio satellitare del paese hanno trasmesso l'evento.

### Internet
Il concerto è stato diffuso via internet in tutto il mondo da MSN.